# Monartron cyathus
Monartron cyathus är en mossdjursart som först beskrevs av Wyville Thomson 1858.  Monartron cyathus ingår i släktet Monartron och familjen Candidae. Inga underarter finns listade i Catalogue of Life.